# Larinioides

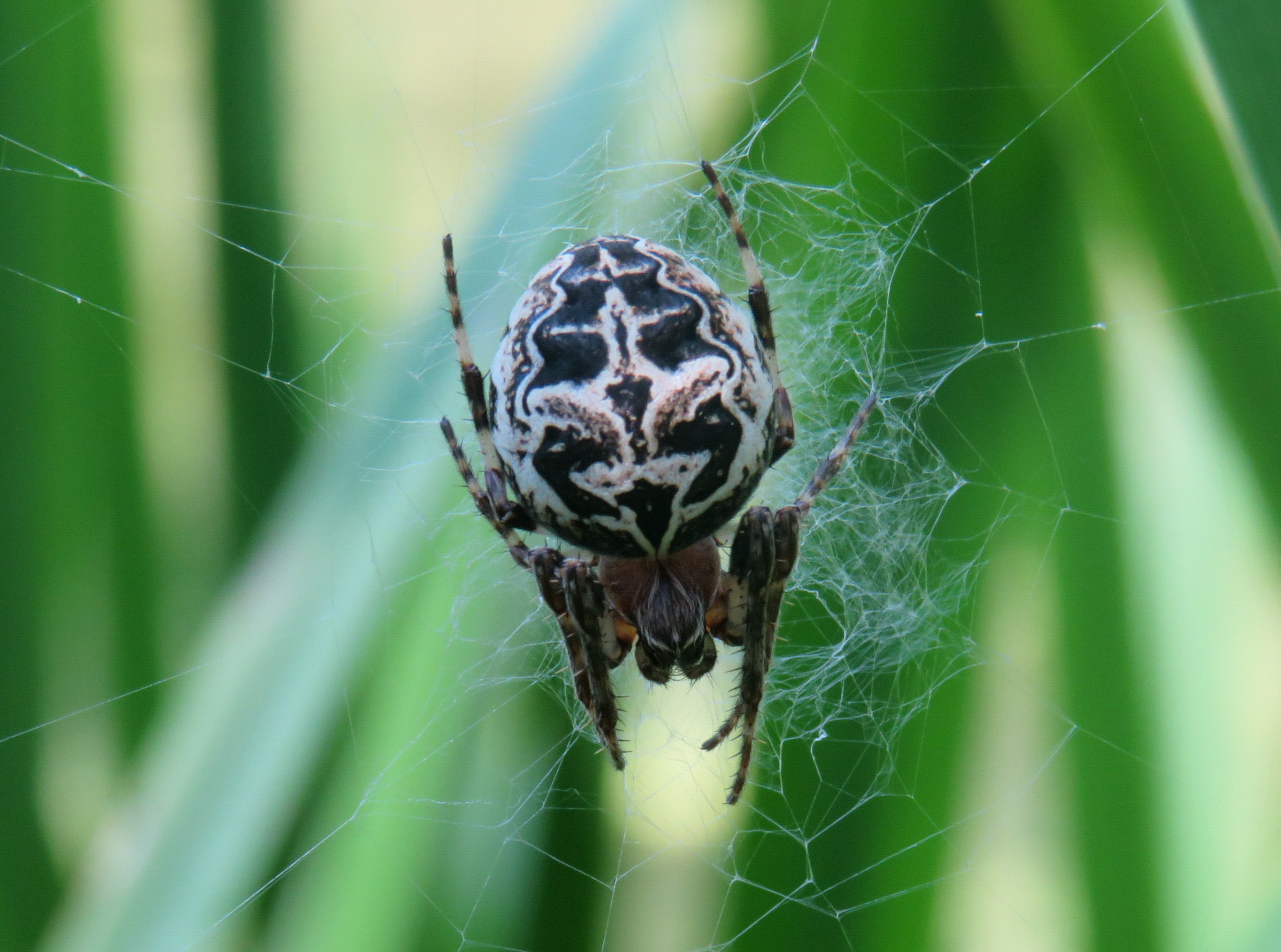
Larinioides sclopetarius en el Alto Tajo (Guadalajara, España).

Larinioides es un género de arañas araneomorfas de la familia Araneidae. Se encuentra en la zona holártica y en el este de África.

## Lista de especies
Según The World Spider Catalog 12.0:
- Larinioides chabarovi (Bakhvalov, 1981)
- Larinioides cornutus (Clerck, 1757)
- Larinioides ixobolus (Thorell, 1873)
- Larinioides patagiatus (Clerck, 1757)
- Larinioides sclopetarius (Clerck, 1757)
- Larinioides subinermis Caporiacco, 1940
- Larinioides suspicax (O. Pickard-Cambridge, 1876)